# Мертола (тайфа)
Тайфа Мертола (исп. Taifa de Mértola) — средневековое мусульманское государство на территории современной Юго-Восточной Португалии, существовавшее в течение трёх чётких временных интервалов: 1033-1044, 1144-1145 и 1146-1151. В 1151 году тайфа была окончательно завоёвана Альмохадами.

## Правители тайфы Мертола
- Династия Тайфуридов
  - Ибн Тайфур (1033—1044)
- под контролем тайфы Севилья (1044—1091)
- под контролем Альморавидов (1091—1144)
- династия Касидов
  - Абу’л Касим (1144—1145)
- под контролем тайфы Бадахос (1063—1091)
  - Абу’л Касим (1146—1151) (реставрация)
- под контролем Марокко (Альмохадов) (1151—1250)